# Vận chuyển chủ động
Trong sinh học tế bào, vận chuyển chủ động là sự di chuyển của phân tử xuyên qua màng từ vùng mà chúng tập trung thấp sang vùng mà chúng tập trung cao hơn—chống lại gradien tập trung. Vận chuyển chủ động cần có năng lượng tế bào để có thể di chuyển kiểu này. Có hai loại vận chuyển chủ động: vận chuyển chủ động sơ cấp sử dụng ATP, và vận chuyển chủ động thứ cấp sử dụng gradient điện hóa. Một ví dụ của vận chuyển chủ động trong sinh lý ở người là việc hấp thu glucose trong ruột.

## Các cơ chế vận chuyển trong tế bào
Vận chuyển chủ động là sự di chuyển của phân tử xuyên qua màng từ vùng mà chúng tập trung thấp sang vùng mà chúng tập trung cao hơn—chống lại gradien tập trung hoặc các yếu tố ngăn cản khác.
Không giống như vận chuyển thụ động, thứ sử dụng động năng và entropy tự nhiên của phân tử di chuyển xuống một gradien, vận chuyển chủ động sử dụng năng lượng tế bào để di chuyển chúng chống lại một gradien, lực đẩy cực hoặc các sức kháng khác. Vận chuyển chủ động thường có mối liên hệ với độ tập trung phân tử cao tích lũy mà tế bào cần, ví dụ như ion, glucose và amino acid. Nếu quá trình này sử dụng năng lượng hóa học, ví dụ như là từ Adenosine triphosphat (ATP), thì nó được gọi là vận chuyển chủ động sơ cấp. Vận chuyển chủ động thứ cấp bao hàm việc sử dụng một gradien điện hóa. Ví dụ về vận chuyển chủ động bao gồm việc hấp thu glucose trong ruột ở người và hấp thu ion khoáng chất vào tế bào rễ ở thực vật.